# Trochosodon linearis
Trochosodon linearis is een mosdiertjessoort uit de familie van de Conescharellinidae. De wetenschappelijke naam van de soort is voor het eerst geldig gepubliceerd in 1927 door Canu & Bassler.